# Chen Jing (tenis de mesa)
Chen Jing (en chino tradicional, 陳靜; en chino simplificado, 陈静; pinyin, Chén Jìng; nacida el 20 de septiembre de 1968 en Wuhan, Hubei) es una ex jugadora de tenis de mesa y campeona olímpica por China, y posteriormente medallista olímpica por Chinese Taipei.

## Primeros años
Chen Jing nació el 20 de septiembre de 1968 en Wuhan, provincia de Hubei. A los 11 años, fue campeona en la categoría juvenil de un torneo de tenis de mesa organizado por el Palacio de los Niños en Wuhan, y fue seleccionada para el equipo de la provincia de Hubei. A los 18 años, fue seleccionada para el equipo nacional chino.

## Carrera profesional
Obtuvo una medalla de oro en singles y una medalla de plata en dobles en los Juegos Olímpicos de Verano de 1988 en Seúl.
En 1991, desertó a Taiwán después de no ser seleccionada para el equipo nacional en 1990, donde ganó el campeonato nacional de tenis de mesa de Taiwán y se unió al equipo nacional taiwanés. Compitiendo por Chinese Taipei, recibió una medalla de plata en los Juegos Olímpicos de Verano de 1996 en Atlanta, la primera medalla para Taiwán en la categoría de tenis de mesa. También recibió una medalla de bronce en los Juegos Olímpicos de Verano de 2000 en Sídney.

## Vida personal
En 1992, comenzó a estudiar en la Universidad de Princeton, donde asumió el cargo de entrenadora del equipo de tenis de mesa de Princeton y estudió inglés. Después de los Juegos Olímpicos de 1996, regresó al Colegio de Educación Física de Taipéi para obtener su maestría. En 2003, comenzó a estudiar en la Universidad Normal del Sur de China para obtener su doctorado en psicología del deporte.